# جزلا
جزلا یک روستا در ایران است که در دهستان چورزق واقع شده‌است. جزلا ۶۸۶ نفر جمعیت دارد.